# Sandy (Oregon)
Sandy – miasto w Stanach Zjednoczonych, w stanie Oregon, w hrabstwie Clackamas.